# Lijst van vliegvelden in India

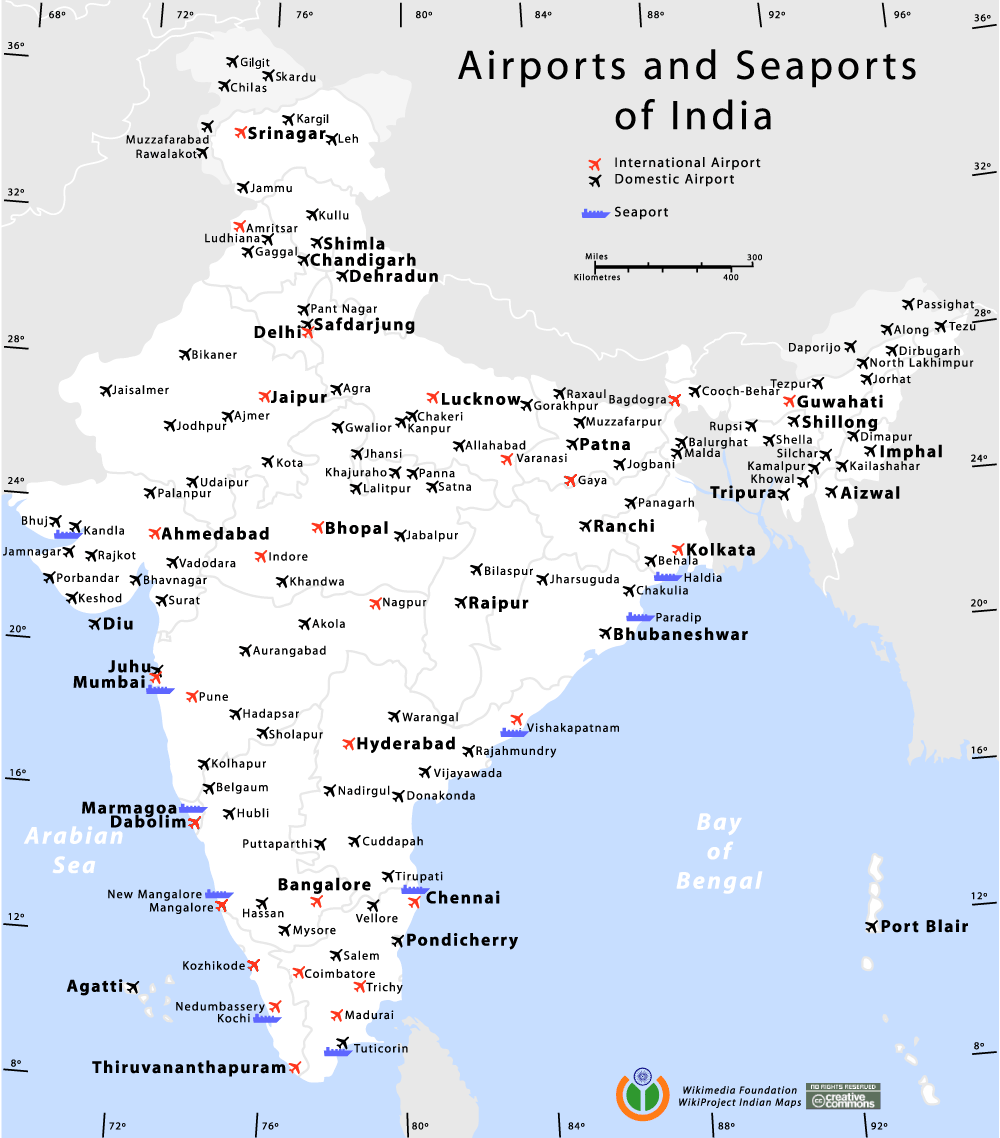
Een kaart die alle locaties van vliegvelden en havens aangeeft in India (in het Engels)

Dit artikel bevat een lijst van vliegvelden in India, gesorteerd per deelstaat of unieterritorium en per locatie.
(scroll naar beneden voor de tabel)
| Locatie                                                 | ICAO | IATA | Naam van vliegveld                                                                         |
| Andamanen en Nicobaren (Unieterritorium)                |      |      |                                                                                            |
| Car Nicobar                                             | VOCX | CBD  | Car Nicobar Air Force Base                                                                 |
| Port Blair                                              | VOPB | IXZ  | Vir Savarkar Airport (Port Blair Airport)                                                  |
| Andhra Pradesh                                          |      |      |                                                                                            |
| Bapatla / Chirala                                       |      |      | Suryalanka Air Force Station                                                               |
| Donakonda                                               | VODK |      | Donakonda Airport                                                                          |
| Kadapa (Cuddapah)                                       | VOCP | CDP  | Cuddapah Airport                                                                           |
| Kakinada                                                |      |      | Kakinada Airport                                                                           |
| Puttaparthi                                             | VOPN | BEK  | Sri Sathya Sai Airport                                                                     |
| Rajahmundry                                             | VORY | RJA  | Rajahmundry Airport                                                                        |
| Tirumala - Tirupati (Tirupathi)                         | VOTP | TIR  | Tirupati Airport                                                                           |
| Vijayawada                                              | VOBZ | VGA  | Vijayawada Airport (Vijaywada Airport)                                                     |
| Visakhapatnam                                           | VEVZ | VTZ  | Visakhapatnam Airport (Vizag Airport)                                                      |
| Visakhapatnam                                           |      |      | Visakapatnam Naval Airbase                                                                 |
| Arunachal Pradesh                                       |      |      |                                                                                            |
| Along                                                   | VEAN | IXV  | Along Airport                                                                              |
| Daporijo (Daporizo)                                     | VEDZ | DAE  | Daporijo Airport                                                                           |
| Pasighat (Passighat)                                    | VEPG | IXT  | Pasighat Airport (Passighat Airport)                                                       |
| Tezu                                                    | VETJ | TEI  | Tezu Airport                                                                               |
| Ziro                                                    | VEZO | ZER  | Zero Airport                                                                               |
| Assam                                                   |      |      |                                                                                            |
| Chabua                                                  | VECA |      | Chabua Air Force Base                                                                      |
| Dibrugarh                                               | VEMN | DIB  | Dibrugarh Airport                                                                          |
| Guwahati                                                | VEGT | GAU  | Lokpriya Gopinath Bordoloi International Airport (Guwahati Air Force Base, Guwahati Int'l) |
| Jorhat                                                  | VEJT | JRH  | Jorhat Airport (Rowriah Airport)                                                           |
| North Lakhimpur                                         | VELR | IXI  | Lilabari Airport (North Lakhimpur Airport)                                                 |
| Silchar                                                 | VEKU | IXS  | Silchar Airport (Kumbhirgram Airport, Kumbhirgram Air Force Base)                          |
| Tezpur                                                  | VETZ | TEZ  | Tezpur Airport (Tezpur Air Force Base)                                                     |
| Tinsukia                                                |      |      | Dum Duma Air Force Base                                                                    |
| Bihar                                                   |      |      |                                                                                            |
| Gaya                                                    | VEGY | GAY  | Gaya Airport                                                                               |
| Jogbani                                                 |      |      | Jogbani Airport                                                                            |
| Muzzafarpur                                             | VEMZ | MZU  | Muzzafarpur Airport                                                                        |
| Patna                                                   | VEPT | PAT  | Lok Nayak Jayaprakash Airport (Patna Airport)                                              |
| Purnia (Purnea)                                         | VEPU | PUI  | Purnea Airport                                                                             |
| Raxaul                                                  | VERL |      | Raxaul Airport                                                                             |
| Chandigarh (Unieterritorium)                            |      |      |                                                                                            |
| Chandigarh                                              | VICG | IXC  | Chandigarh Airport / Chandigarh Air Force Base                                             |
| Chhattisgarh                                            |      |      |                                                                                            |
| Bilaspur                                                | VABI | PAB  | Bilaspur Airport                                                                           |
| Jagdalpur                                               | VE46 | JGB  | Jagdalpur Airport                                                                          |
| Raipur                                                  | VARP | RPR  | Raipur Airport (Raipur Aerodrome)                                                          |
| Dadra en Nagar Haveli en Daman en Diu (Unieterritorium) |      |      |                                                                                            |
| Daman                                                   | VADN | NMB  | Daman Airport                                                                              |
| Diu                                                     | VA1P | DIU  | Diu Airport                                                                                |
| Delhi (Nationaal hoofdstedelijk territorium)            |      |      |                                                                                            |
| Ghaziabad                                               | VI39 |      | Hindon Air Force Base                                                                      |
| New Delhi                                               | VIDP | DEL  | Indira Gandhi International Airport (Palam Air Force Base)                                 |
| New Delhi                                               |      |      | Rajokri Air Force Base                                                                     |
| New Delhi                                               | VIDD |      | Safdarjung Airport (Safdarjung Air Force Station)                                          |
| New Delhi                                               |      |      | Taj International Airport                                                                  |
| Goa                                                     |      |      |                                                                                            |
| Dabolim / Vasco da Gama                                 | VAGO | GOI  | Dabolim Airport (Goa Airport) / Dabolim Airport                                            |
| Gujarat                                                 |      |      |                                                                                            |
| Ahmedabad                                               | VAAH | AMD  | Sardar Vallabhbhai Patel International Airport                                             |
| Ahmedabad                                               |      |      | Ahmedabad Aviation Club                                                                    |
| Ahmedabad                                               |      |      | Gandhinagar Airforce Base                                                                  |
| Bhavnagar                                               | VABV | BHU  | Bhavnagar Airport                                                                          |
| Bhuj                                                    | VABJ | BHJ  | Bhuj Airport / Bhuj Rudra Mata Air Force Base                                              |
| Gandhidham / Kandla                                     | VAKE | IXY  | Kandla Airport (Gandhidham Airport)                                                        |
| Jamnagar                                                | VAJM | JGA  | Jamnagar Airport / Jamnagar Air Force Base                                                 |
| Keshod                                                  | VAKS | IXK  | Junagadh Airport (Keshod Airport)                                                          |
| Nalia                                                   |      |      | Nalia Air Force Base                                                                       |
| Palanpur                                                |      |      | Palanpur Airport                                                                           |
| Porbandar                                               | VAPR | PBD  | Porbandar Airport                                                                          |
| Rajkot                                                  | VARK | RAJ  | Rajkot Airport                                                                             |
| Surat                                                   | VASU | STV  | Surat Airport                                                                              |
| Uttarlai                                                | VIUT |      | Uttarlai Airport                                                                           |
| Vadodara (Baroda)                                       | VABO | BDQ  | Vadodara Airport (Civil Airport Harvi) / Vadodara Air Force Base                           |
| Haryana                                                 |      |      |                                                                                            |
| Ambala                                                  | VI18 |      | Ambala Air Force Base                                                                      |
| Karnal                                                  |      |      | Karnal Flying Club (Karnal Airport)                                                        |
| Himachal Pradesh                                        |      |      |                                                                                            |
| Kangra / Dharamsala                                     | VIGG | DHM  | Gaggal Airport ((Dharamsala-)Kangra Airport)                                               |
| Kullu / Manali                                          | VIBR | KUU  | Bhuntar Airport (Kullu Manali Airport)                                                     |
| Shimla                                                  | VISM | SLV  | Shimla Airport                                                                             |
| Jammu en Kasjmir (Unieterritorium)                      |      |      |                                                                                            |
| Awantipora                                              | VI63 |      | Avantipur Air Force Base                                                                   |
| Jammu                                                   | VIJU | IXJ  | Jammu Airport (Satwari Airport)                                                            |
| Srinagar                                                | VISR | SXR  | Srinagar Airport / Srinagar Air Force Base                                                 |
| Udhampur                                                | VIUX |      | Udhampur Air Force Base                                                                    |
| Jharkhand                                               |      |      |                                                                                            |
| Chakulia                                                | VECK |      | Chakulia Airport                                                                           |
| Jamshedpur                                              | VEJS | IXW  | Jamshedpur Airport                                                                         |
| Ranchi                                                  | VERC | IXR  | Birsa Munda Airport (Ranchi Airport)                                                       |
| Karnataka                                               |      |      |                                                                                            |
| Bangalore                                               | VOBG | BLR  | HAL Bangalore International Airport (Hindustan Airport)                                    |
| Bangalore                                               | VOBL | BLR  | Bengaluru International Airport                                                            |
| Bangalore                                               |      |      | Jakkur Airfield                                                                            |
| Bangalore                                               |      |      | Chimney Hill Air Force Station                                                             |
| Bangalore                                               |      |      | Jalahalli Air Force Station                                                                |
| Bangalore                                               |      |      | Vimanapura Air Force Station                                                               |
| Belgaum                                                 | VABM | IXG  | Belgaum Airport                                                                            |
| Bellary                                                 | VOBI | BEP  | Bellary Airport                                                                            |
| Bidar                                                   | VOBR |      | Bidar Air Force Station                                                                    |
| Bijapur                                                 |      |      | Bijapur Airport                                                                            |
| Hampi                                                   |      |      | Hampi Airport                                                                              |
| Hassan                                                  |      |      | Hassan Airport                                                                             |
| Hubballi / Dharwad                                      | VA1A | HBX  | Hubli Airport / Hubli Air Force Base                                                       |
| Mangalore                                               | VOML | IXE  | Mangalore International Airport                                                            |
| Mysore                                                  | VOMY | MYQ  | Mandkalli Airport                                                                          |
| Yelahanka                                               | VOYK |      | Yelahanka Air Force Station                                                                |
| Kerala                                                  |      |      |                                                                                            |
| Kochi (Cochin) / Nedumbassery                           | VOCI | COK  | Cochin International Airport (Nedumbassery Airport)                                        |
| Kochi (Cochin)                                          | VOCC |      | Cochin Navy Airbase                                                                        |
| Kozhikode (Calicut)                                     | VOCL | CCJ  | Calicut International Airport (Karipur Airport)                                            |
| Trivandrum                                              | VOTV | TRV  | Trivandrum International Airport                                                           |
| Trivandrum                                              |      |      | Akkulam Air Force Base                                                                     |
| Laccadiven (Unieterritorium)                            |      |      |                                                                                            |
| Agatti Island                                           | VOAT | AGX  | Agatti Aerodrome                                                                           |
| Ladakh (Unieterritorium)                                |      |      |                                                                                            |
| Kargil                                                  | VI65 |      | Kargil Airport                                                                             |
| Leh                                                     | VILH | IXL  | Leh Kushok Bakula Rimpochee Airport / Leh Air Force Base                                   |
| Madhya Pradesh                                          |      |      |                                                                                            |
| Barwani                                                 | VAKD |      | Barwani Airport                                                                            |
| Bhopal                                                  | VABP | BHO  | Bhopal Airport (Bairagarh Airport, Raja Bhoj Airport)                                      |
| Gwalior                                                 | VIGR | GWL  | Gwalior Airport / Maharajpur Air Force Base                                                |
| Indore                                                  | VAID | IDR  | Devi Ahilyabai Holkar International Airport                                                |
| Jabalpur                                                | VAJB | JLR  | Jabalpur Airport                                                                           |
| Khajuraho                                               | VAKJ | HJR  | Khajuraho Airport                                                                          |
| Panna                                                   |      |      | Panna Airport                                                                              |
| Satna                                                   | VIST | TNI  | Satna Airport                                                                              |
| Maharashtra                                             |      |      |                                                                                            |
| Akola                                                   | VAAK | AKD  | Akola Airport                                                                              |
| Aurangabad                                              | VAAU | IXU  | Aurangabad Airport (Chikkalthana Airport)                                                  |
| Hadapsar                                                |      |      | Hadapsar Airport                                                                           |
| Kolhapur                                                | VAKP | KLH  | Kolhapur Airport                                                                           |
| Mumbai                                                  | VABB | BOM  | Chhatrapati Shivaji International Airport                                                  |
| Mumbai                                                  | VAJJ |      | Juhu Aerodrome                                                                             |
| Nagpur                                                  | VANP | NAG  | Dr. Babasaheb Ambedkar International Airport / Sonegaon Air Force Base                     |
| Nashik                                                  |      |      | Deolali Air Force Base                                                                     |
| Nashik                                                  |      |      | Ojhar Air Force Base                                                                       |
| Navi Mumbai                                             |      |      | Navi Mumbai International Airport (in voorbereiding)                                       |
| Poona                                                   | VAPO | PNQ  | Pune Airport (Lohegaon Airport) / Lohegaon Air Force Base                                  |
| Ratnagiri                                               | VARG | RTC  | Ratnagiri Airport                                                                          |
| Solapur (Sholapur)                                      | VASL | SSE  | Sholapur Airport                                                                           |
| Manipur                                                 |      |      |                                                                                            |
| Imphal                                                  | VEIM | IMF  | Imphal Airport (Tulihal Airport)                                                           |
| Meghalaya                                               |      |      |                                                                                            |
| Rupsi                                                   | VERU | RUP  | Rupsi Airport                                                                              |
| Shella                                                  |      |      | Shella Airport                                                                             |
| Shillong                                                | VEBI | SHL  | Shillong Airport (Barapani Airport, Umroi Airport)                                         |
| Mizoram                                                 |      |      |                                                                                            |
| Aizawl                                                  | VEAZ | AJL  | Lengpui Airport / Turial Air Force Base                                                    |
| Nagaland                                                |      |      |                                                                                            |
| Dimapur                                                 | VEMR | DMU  | Dimapur Airport (Dimapur Air Force Base)                                                   |
| Odisha                                                  |      |      |                                                                                            |
| Bhubaneswar                                             | VEBS | BBI  | Biju Patnaik Airport (Bhubaneswar Airport)                                                 |
| Cuttack                                                 | VE62 |      | Charbatia Air Base (Charbatia Air Force Base)                                              |
| Hirakud                                                 | VEHK |      | Hirakud Airport                                                                            |
| Jharsuguda                                              | VEJH |      | Jharsuguda Airport                                                                         |
| Rourkela                                                | VERK | RRK  | Rourkela Airport                                                                           |
| Puducherry (Unieterritorium)                            |      |      |                                                                                            |
| Puducherry                                              | VOPC | PNY  | Puducherry Airport                                                                         |
| Punjab                                                  |      |      |                                                                                            |
| Adampur / Jalandhar (Jullundur)                         | VIAX |      | Sirsa Air Force Base                                                                       |
| Amritsar                                                | VIAR | ATQ  | Raja Sansi International Airport (Amritsar International Airport) / Amritsar Airbase       |
| Bathinda (Bhatinda)                                     | VIBT | BUP  | Bhisiana Air Force Base                                                                    |
| Halwara                                                 | VI25 |      | Halwara Air Force Base                                                                     |
| Ludhiana                                                | VILD | LUH  | Sahnewal Airport                                                                           |
| Pathankot                                               | VIPK | IXP  | Pathankot Air Force Base                                                                   |
| Patiala                                                 | VIPL |      | Patiala Aviation Club (Patiala Airport)                                                    |
| Rajasthan                                               |      |      |                                                                                            |
| Bikaner                                                 | VIBK | BKB  | Nal Airport / Nal Air Force Base                                                           |
| Jaipur                                                  | VIJP | JAI  | Jaipur Airport (Sanganer, Sanganeer Airport)                                               |
| Jaisalmer                                               | VIJR | JSA  | Jaisalmer Airport                                                                          |
| Jodhpur                                                 | VIJO | JDH  | Jodhpur Airport / Jodhpur Air Force Base                                                   |
| Kota                                                    | VIKO | KTU  | Kota Airport                                                                               |
| Suratgarh                                               | VI43 |      | Phalodi Air Force Base                                                                     |
| Udaipur                                                 | VAUD | UDR  | Udaipur Airport (Maharana Pratap Airport)                                                  |
| Tamil Nadu                                              |      |      |                                                                                            |
| Arakkonam                                               | VOAR |      | Arakkonam Naval Air Station                                                                |
| Chennai                                                 | VOMM | MAA  | Chennai International Airport (Meenambakkam Airport)                                       |
| Chennai                                                 |      |      | Avadi Air Force Base                                                                       |
| Chennai                                                 | VOTX |      | Tambaram Air Force Station                                                                 |
| Coimbatore                                              | VOCB | CJB  | Coimbatore Airport (Peelamedu Airport)                                                     |
| Coimbatore / Sulur                                      | VO45 |      | Sulur Air Force Base                                                                       |
| Madurai                                                 | VOMD | IXM  | Madurai Airport                                                                            |
| Salem                                                   | VOSM | SXV  | Salem Airport                                                                              |
| Thanjavur (Tanjore)                                     | VOTJ |      | Tanjore Air Force Base                                                                     |
| Tiruchirappalli (Trichy)                                | VOTR | TRZ  | Tiruchirappalli Airport                                                                    |
| Thoothukudi (Tuticorin)                                 |      | TCR  | Tuticorin Airport (Tuticorin Southwest Airport)                                            |
| Vellore                                                 | VOVR |      | Vellore Airport                                                                            |
| Telangana                                               |      |      |                                                                                            |
| Haiderabad                                              | VOHY |      | Begumpet Airport                                                                           |
| Haiderabad                                              | VOHS | HYD  | Hyderabad International Airport (Rajiv Gandhi International Airport)                       |
| Haiderabad                                              | VODG |      | Dundigul Air Force Academy                                                                 |
| Nadirgul                                                |      |      | Nadirgul Airport                                                                           |
| Secunderabad                                            | VO28 |      | Hakimpet Air Force Station                                                                 |
| Warangal                                                | VOWA | WGC  | Warangal Airport                                                                           |
| Tripura                                                 |      |      |                                                                                            |
| Agartala                                                | VEAT | IXA  | Agartala Airport (Singerbhil Airport)                                                      |
| Kailashahar                                             | VEKR | IXH  | Kailashahar Airport                                                                        |
| Kamalpur                                                | VEKM | IXQ  | Kamalpur Airport                                                                           |
| Khowai                                                  | VEKW | IXN  | Khowai Airport                                                                             |
| Uttarakhand                                             |      |      |                                                                                            |
| Dehradun                                                | VIDN | DED  | Jolly Grant Airport (Dehradun Airport)                                                     |
| Dehradun                                                |      |      | Chakrata Air Force Base                                                                    |
| Pant Nagar / Nainital                                   | VIPT | PGH  | Pant Nagar Airport (Pantnagar Airport)                                                     |
| Uttar Pradesh                                           |      |      |                                                                                            |
| Agra                                                    | VIAG | AGR  | Agra Airport (Kheria Airport) / Agra Air Force Base                                        |
| Prayagraj                                               | VIAL | IXD  | Prayagraj Airport / (Bamrauli Air Force Base)                                              |
| Bareilly                                                | VIBL |      | Bakshi Ka Talab Air Force Base                                                             |
| Benares (Varanasi)                                      | VIBN | VNS  | Varanasi Airport (Babatpur Airport)                                                        |
| Gorakhpur                                               | VEGK | GOP  | Gorakhpur Airport / Gorakhpur Air Force Base                                               |
| Jhansi                                                  | VIJN |      | Jhansi Airport                                                                             |
| Kanpur                                                  | VIKA | KNU  | Kanpur Airport                                                                             |
| Kanpur                                                  | VICX |      | Chakeri Air Force Station                                                                  |
| Lalitpur                                                |      |      | Lalitpur Airport                                                                           |
| Lucknow                                                 | VILK | LKO  | Amausi International Airport                                                               |
| Saharanpur                                              |      |      | Sarasawa Air Force Base                                                                    |
| West-Bengalen                                           |      |      |                                                                                            |
| Balurghat                                               | VEBG | RGH  | Balurghat Airport                                                                          |
| Barrackpore                                             | VEBR |      | Barrackpore Air Force Base                                                                 |
| Behala                                                  | VEBA |      | Behala Airport                                                                             |
| Calcutta (Kolkata)                                      | VECC | CCU  | Netaji Subhas Chandra Bose International Airport                                           |
| Cooch Behar                                             | VECO | COH  | Cooch Behar Airport                                                                        |
| Hasimara                                                | VEHX |      | Hashimara Air Force Base                                                                   |
| Ingraj Bazar (Malda)                                    | VEMH | LDA  | Malda Airport                                                                              |
| Kalaikunda                                              | VEDX |      | Kalaikunda Air Force Base                                                                  |
| Panagarh                                                | VEPH |      | Panagarh Air Force Base                                                                    |
| Salua                                                   | VEPH |      | Salua Air Force Base                                                                       |
| Siliguri                                                | VEBD | IXB  | Bagdogra Airport (Bagdogra Air Force Base)                                                 |